# مبادرة الفيزيوم الأوروبي
مبادرة الفيزيوم الأوروبي (Europhysiome) يتم تنسيقها من خلال إجراء تنسيق معيار تبادل بيانات نماذج المنتجات (STEP)، وتهدف إلى تنسيق أفضل بين مشروعات الفيزيوم (Physiome) الأوروبية. كما يتم استخدام المصطلح كذلك للإشارة بشكل مجمع إلى كل مشروعات الفيزيوم الأوروبية مثل [مشروع الفيزيوم الكلوي ومشروع الجيوم (Giome) و مشروع إيبيثوليوم (Epitheliome) و مشروع البشر الحي و[مشروع الكارديوم (Cardiome)] و[مبادرة التدفقات الفسيولوجية.]. وعلى الصعيد العالمي، تهدف مبادرة الفيزيوم الأوروبي إلى تطوير ما يطلق عليه اسم الإنسان الفسيولوجي الظاهري.

## وصلات خارجية
- The Wellcome Trust Physiome Project نسخة محفوظة 10 فبراير 2012 على موقع واي باك مشين. - Links
- Physiome - Links
- Strategy for the European Physiome - (STEP)
- NSR Physiome Project
- IUPS Physiome Project
- National Resource for Cell Analysis and Modeling نسخة محفوظة 9 ديسمبر 2006 على موقع واي باك مشين. - (NRCAM)